# 康塞桑-达费拉
康塞桑-达费拉（葡萄牙語：Conceição da Feira）是巴西巴伊亚州的一个市镇。总面积159.776平方公里，总人口19063人，人口密度119.3人/平方公里。